# أندرينا تارازون
أندرينا تارازون (من مواليد 8 فبراير 1988) سياسية من فنزويلا شغلت منصب نائب الجمعية الوطنية ووزيرة شؤون المرأة والمساواة بين الجنسين.

## الحياة المهنية
تخرجت كمحامية من الجامعة المركزية في فنزويلا، وبدأت حياتها المهنية السياسية بالمشاركة في فريق دعم مهمة روبنسون في أراغوا في 2003 وفي الجماعية بويبلو سوبيرانو دي لا بلاسيرا بين عامي 2002 و2003. بينما كانت طالبة قانون كانت عضوًا في حركة التحول الجامعي وشارك في لجنة الطلاب التي دعمت الحكومة في الجمعية الوطنية في عام 2007، بالإضافة إلى مندوب الأحداث في المؤتمر التأسيسي لشباب الحزب الاشتراكي المتحد الفنزويلي. تم انتخابها كمرشحة للحزب الاشتراكي الموحد في الانتخابات البرلمانية لعام 2010، وعُينت نائبة وزير الشباب وفي 21 أبريل 2013، وعُينت وزيرة للمرأة والمساواة بين الجنسين في حكومة نيكولاس مادورو. منذ 27 يناير 2014 عملت كمراقب وطني للدفاع عن الحقوق الاجتماعية والاقتصادية.